# Mecodopsis
Mecodopsis é um gênero de traça pertencente à família Arctiidae.